# Trimma fishelsoni
Trimma fishelsoni és una espècie de peix de la família dels gòbids i de l'ordre dels perciformes.

## Morfologia
- Els mascles poden assolir 2,7 cm de longitud total.[1]

## Hàbitat
És un peix marí de clima tropical i associat als esculls de corall fins als 47 m de fondària.

## Distribució geogràfica
Es troba al Golf d'Aqaba.